# Dellis Yuliana
Dellis Yuliana (* 20. Dezember 1990 in Tasikmalaya) ist eine indonesische Badmintonspielerin, die später für Singapur startete. 

## Karriere
Dellis Yuliana wurde bei den Malaysia International 2011 Dritte im Damendoppel mit Chen Jiayuan. Bei den Indonesia International 2012 belegte sie Rang drei im Mixed mit Terry Yeo Zhao Jiang. Bei der Singapur Super Series 2012 schied sie mit ihm dagegen schon in der ersten Runde aus, während beide bei den Macau Open 2012 bis ins Viertelfinale vordringen konnten. Im Damendoppel belegte sie bei derselben Veranstaltung Rang neun.